# 김기수 (희극인)
김기수(본명: 김태우, 1977년 7월 28일 ~ )는 대한민국의 희극인으로, KBS 16기 공채의 개그맨으로 데뷔했다.

## 학력
- 동도공업고등학교
- 상명대학교 천안캠퍼스 연극학과

## 출연 작품

### 영화
- 갈갈이 패밀리와 드라큐라 (2003) 대감의 내시 역
- 댄서의 순정 (2005) 이철용 역
- 제니, 주노 (2005) 택시기사 역(특별출연)
- 댄서김의 은밀한 교수법 (2013)

### 연극
- 2007년 - 쉬어 매드니스 시즌2
- 2007년 - 쉬어 매드니스

### 방송
- OnStyle - 겟잇뷰티
- FashionN - 화장대를 부탁해 시즌3
- OBS - 《갱생버라이어티 하바나》
- KBS2  - 《연예가 중계》
- KBS1  - 《가족오락관》
- SBS  - 《진실게임》
- tvN  - 《파문 콘서트》
- 동아TV  - 《패션 서바이벌 오감만족》
- KBS2  - 《좋은나라 운동본부》
- KBS1  - 《아침마당 토요이벤트》
- KBS2  - 《시츄에이션 콩트 방방》
- KBS2  - 《개그콘서트》
  - 〈우리들은 새싹들이다〉
  - 〈난 괜찮아〉
  - 〈유치개그〉
  - 〈무사들의 대화〉
  - 〈4인 4색〉쇼핑호스트 역
  - 〈봉숭아학당〉댄서 킴, 복서 킴 역
  - 〈비트박스〉
  - 〈투맨쇼〉
- KBS2  - 《쇼! 행운열차》
- ETN  - 《미소년 아일랜드》
- OGN  - 《켠김에 왕까지》
- MBC - 《마이 리틀 텔레비전》
- 《김기수의 예쁘게 살래? 그냥 살래?》

## 수상
- 젊은 연극제 작품상
- 2016년 대한민국 글로벌 아티스트 어워즈 뷰티 부문
- 2017년 SBS 연예대상 모바일 아이콘상 《김기수의 예쁘게 살래? 그냥 살래?》